# Banca di Credito e Sovvenzioni
La Banca di Credito e Sovvenzioni è stata una banca italiana.

## Storia
La Banca di Credito e Sovvenzioni fu costituita a Reggio Calabria, come società per azioni, il 14 ottobre 1922 dal barone Vincenzo Nesci, il barone Carlo de Blasio, Ferdinando Cordova, Francesco Violi, Pietro Romano e Orazio Cipriani, che ne fu amministratore per vent'anni, fino al 23 ottobre 1942, data della sua morte. Dal 1934 l'Istituto di credito inizio l'attività di riscossione dei tributi locali dei comuni di Rizziconi, Condofuri, Montebello, San Lorenzo, Platì, Santa Cristina d’Aspromonte e Bova Marina.
La banca venne assorbita il 16 dicembre 1977  dalla Banca di Calabria, insieme al  Credito Sannite di Benevento e alla Società Bancaria Napoletana di San Giuseppe Vesuviano. Al momento dell'incorporazione la Banca era dotata di due sportelli:  Reggio Calabria e Pellaro.